# Banachův–Tarského paradox

Kouli nalevo lze rozdělit na konečný počet podmnožin, z nichž se dají sestavit dvě koule napravo

Banachův–Tarského paradox je tvrzení z oblasti geometrické teorie množin, které dokázali Stefan Banach a Alfred Tarski. V nejjednodušší verzi říká, že ve trojrozměrném prostoru lze libovolnou kouli rozdělit na konečný počet disjunktních podmnožin či částí (později bylo dokázáno, že stačí pět), které lze poté bez změny jejich tvaru složit tak, že vytvoří dvě identické kopie původní koule. Tvrzení lze zobecnit na libovolné rozumně vypadající objekty; například že kuličku velikosti hrášku lze rozdělit na části, ze kterých se dá složit koule velikosti Slunce; proto se někdy hovoří o paradoxu hrášku a Slunce.
Paradoxnost tvrzení spočívá v tom, že jde proti intuitivní představě o zachování objemu při přeskupování částí. Banachovo a Tarského tvrzení se ovšem opírá o axiomy teorie množin a disjunktní podmnožiny, které uvažuje, nejsou spojité části, ale tak složitá seskupení bodů, že jejich objem není definován. Lze je chápat jako demonstraci toho, že v rámci standardní teorie množin nelze rozšířit definici integrálu (tj. objemu) tak, aby smysluplně vycházel pro libovolnou omezenou množinu – určité typy množin musejí zůstat neintegrovatelné, neměřitelné.